# Campeonato de Futsal de la OFC 2011
El Campeonato de Futsal de la OFC 2011 fue la octava edición de la máxima competencia de fútbol sala de Oceanía. Se disputó en Fiyi por 4.ª vez consecutiva. El seleccionado de las Islas Salomón se llevó el título tras vencer en la final a Tahití por 6-4.

## Resultados

### Grupo A
|               | PJ | G | E | P | GF | GC | Pts |
| ------------- | -- | - | - | - | -- | -- | --- |
| Nueva Zelanda | 3  | 2 | 1 | 0 | 31 | 9  | 7   |
| Vanuatu       | 3  | 2 | 0 | 1 | 18 | 10 | 6   |
| Fiyi          | 3  | 1 | 1 | 1 | 28 | 12 | 4   |
| Kiribati      | 3  | 0 | 0 | 3 | 6  | 52 | 0   |

#### Fecha 1
| 16 de mayo de 2011 | Vanuatu | 9:2 | Kiribati | Vodafone Arena, Suva, Fiyi |  |

| 16 de mayo de 2011 | Fiyi | 4:4 | Nueva Zelanda | Vodafone Arena, Suva, Fiyi |  |

#### Fecha 2
| 17 de mayo de 2011 | Kiribati | 1:21 | Nueva Zelanda | Vodafone Arena, Suva, Fiyi |  |

| 17 de mayo de 2011 | Fiyi | 2:5 | Vanuatu | Vodafone Arena, Suva, Fiyi |  |

#### Fecha 3
| 18 de mayo de 2011 | Fiyi | 22:3 | Kiribati | Vodafone Arena, Suva, Fiyi |  |

| 18 de mayo de 2011 | Nueva Zelanda | 6:4 | Vanuatu | Vodafone Arena, Suva, Fiyi |  |

### Grupo B
|                 | PJ | G | E | P | GF | GC | Pts |
| --------------- | -- | - | - | - | -- | -- | --- |
| Islas Salomón   | 3  | 3 | 0 | 0 | 30 | 5  | 9   |
| Tahití          | 3  | 1 | 1 | 1 | 8  | 3  | 4   |
| Nueva Caledonia | 3  | 1 | 1 | 1 | 18 | 16 | 4   |
| Tuvalu          | 3  | 0 | 0 | 3 | 1  | 33 | 0   |

#### Fecha 1
| 16 de mayo de 2011 | Tahití | 6:0 | Tuvalu | Vodafone Arena, Suva, Fiyi |  |

| 16 de mayo de 2011 | Islas Salomón | 13:5 | Nueva Caledonia | Vodafone Arena, Suva, Fiyi |  |

#### Fecha 2
| 17 de mayo de 2011 | Tuvalu | 1:11 | Nueva Caledonia | Vodafone Arena, Suva, Fiyi |  |

| 17 de mayo de 2011 | Islas Salomón | 1:0 | Tahití | Vodafone Arena, Suva, Fiyi |  |

#### Fecha 3
| 18 de mayo de 2011 | Nueva Caledonia | 2:2 | Tahití | Vodafone Arena, Suva, Fiyi |  |

| 18 de mayo de 2011 | Tuvalu | 0:16 | Islas Salomón | Vodafone Arena, Suva, Fiyi |  |

### Partido por el 7.º puesto
| 19 de mayo de 2011 | Tuvalu | 2:3 | Kiribati | Vodafone Arena, Suva, Fiyi |  |

### Partido por el 5.º puesto
| 19 de mayo de 2011 | Nueva Caledonia | 6:8 | Fiyi | Vodafone Arena, Suva, Fiyi |  |

### Semifinales
| 19 de mayo de 2011 | Nueva Zelanda | 3:3 | Tahití | Vodafone Arena, Suva, Fiyi |  |

| 19 de mayo de 2011 | Islas Salomón | 13:1 | Vanuatu | Vodafone Arena, Suva, Fiyi |  |

### Partido por el 3.º puesto
| 20 de mayo de 2011 | Nueva Zelanda | 1:1 | Vanuatu | Vodafone Arena, Suva, Fiyi |  |

### Final
| 20 de mayo de 2011 | Tahití | 4:6 | Islas Salomón | Vodafone Arena, Suva, Fiyi |  |

| Bandera de Islas Salomón         |
| Campeón Islas Salomón 4.º título |